# Эвкалипт Дина
Эвкалипт Дина (лат. Eucalyptus deanei) — вечнозелёное дерево, вид рода Эвкалипт (Eucalyptus) семейства Миртовые (Myrtaceae).

## Распространение и экология
В диком виде произрастает в Австралии — на юге Квинсленда и в Новом Южном Уэльсе, в котором занимает значительные пространства.
Название вида происходит от австралийского инженера Генри Дина, который впервые собрал вид в 1888 году. Оно было описано позже как Эвкалипт салигна вар. парвифлора по Дину и Мэ́йдену в 1899 году, когда Джо́зеф Мэ́йден и его коллега Майкл Ге́нри Вигдор отправились в исследовательское путешествие.
Выдерживает морозы в -7 °C, при понижении температуры до -8… -9 °C сильно повреждается.
Встречается на хорошо дренированных прибрежных песчаных низменостях.
Растёт очень быстро. В Сухуми за 17—18 лет, в среднем, достиг высоты в 20—25 м, при диаметре ствола в 30—35 см. Отдельные экземпляры достигали высоты свыше 30 м, при диаметре ствола больше 50 см.

## Ботаническое описание
Дерево высотой до 60 м.
Кора гладкая, с опадающим верхним слоем, открывающим белый, голубоватые, пурпурный или коричневый слой.
Молодые листья супротивные, в числе 4—5 пар, на черешках, яйцевидные, длиной 5—11 см, шириной 4—9 см, тонкие, сверху тёмно-зелёные, снизу светло-зелёные. Промежуточные листья супротивные, черешковые, яйцевидные. Взрослые — супротивные, черешковые, ланцетные, длиной 10—15 см, шириной 2—3 см, остроконечные.
Соцветия зонтичные, пазушные, 6—12-цветковые, на круглых ножках длиной 10—13 мм; бутоны булавовидные, длиной 7—9 см, диаметром 4—5 мм, на тогких цветоносах; крышечка полушаровидная, короче трубки цветоложа. Пыльники продолговатые, открывающиеся продольными щелями; железка яйцевидная, маленькая.
Плоды колокольчато-кувшиновидные, длиной 5 мм, диаметром 5 мм.
На родине цветёт в феврале — апреле; на Черноморском побережье Кавказа — в сентябре — январе.

## Значение и применение
Древесина красная, прочная, легко обрабатывается, хорошо полируется, высоко ценится в промышленности.
Листья содержат эфирное (эвкалиптовое) масло, состоящее из пинена, цинеола, цимена, аромадендраля, эфиров и сесквитерпенов.

## Таксономия
Вид Эвкалипт Дина входит в род Эвкалипт (Eucalyptus) подсемейства Myrtoideae семейства Миртовые (Myrtaceae) порядка Миртоцветные (Myrtales).
|  |                                      |  |                                                             |                                                             |                    |  | ещё 13 семейств (согласно Системе APG II) | ещё 13 семейств (согласно Системе APG II)    |                                              |  |  |  | ещё 130 родов       | ещё 130 родов     |  |  |
|  |                                      |  |                                                             |                                                             |                    |  | ещё 13 семейств (согласно Системе APG II) | ещё 13 семейств (согласно Системе APG II)    |                                              |  |  |  | ещё 130 родов       | ещё 130 родов     |  |  |
|  |                                      |  |                                                             | порядок Миртоцветные                                        |                    |  |                                           |                                              | подсемейство Myrtoideae                      |  |  |  |                     | вид Эвкалипт Дина |  |  |
|  |                                      |  |                                                             | порядок Миртоцветные                                        |                    |  |                                           |                                              | подсемейство Myrtoideae                      |  |  |  |                     | вид Эвкалипт Дина |  |  |
|  | отдел Цветковые, или Покрытосеменные |  |                                                             |                                                             | семейство Миртовые |  |                                           |                                              | род Эвкалипт                                 |  |  |  |                     |                   |  |  |
|  | отдел Цветковые, или Покрытосеменные |  |                                                             |                                                             |                    |  |                                           |                                              |                                              |  |  |  |                     |                   |  |  |
|  |                                      |  | ещё 44 порядка цветковых растений (согласно Системе APG II) | ещё 44 порядка цветковых растений (согласно Системе APG II) |                    |  |                                           | ещё 1 подсемейство (согласно Системе APG II) | ещё 1 подсемейство (согласно Системе APG II) |  |  |  | ещё более 700 видов |                   |  |  |
|  |                                      |  |                                                             | ещё 44 порядка цветковых растений (согласно Системе APG II) |                    |  |                                           |                                              | ещё 1 подсемейство (согласно Системе APG II) |  |  |  |                     |                   |  |  |